# Marguerite d'Escola

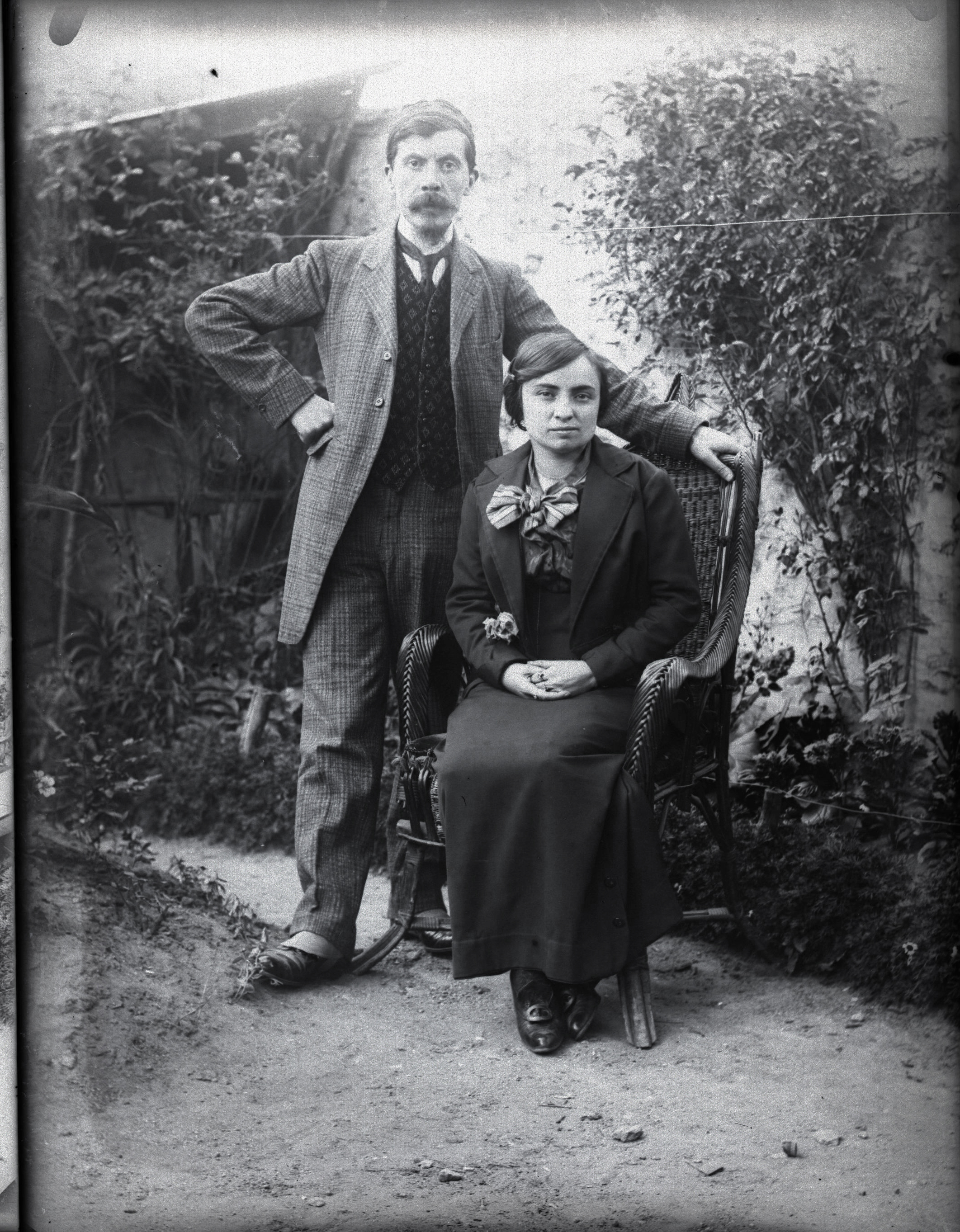
Marguerite d'Escola et son mari Joseph Ageorges

Marguerite d'Escola (nom de plume de Marguerite Augustine Marie Pauline Descola), née le 28 décembre 1880 à La Bastide-de-Sérou, dans l'Ariège et morte dans le 15e arrondissement de Paris le 31 octobre 1971, est une écrivaine et critique française.

## Biographie
Elle naît en 1880 en Ariège. Elle est la petite fille du docteur Jacques Bordes-Pages (1815-1897), sénateur de l'Ariège, et la fille d'un économiste. Elle épouse Joseph Ageorges en 1906, et publie sous le pseudonyme de Marguerite d'Escola.
Entre 1908 et 1957, elle publie de nombreux articles dans la presse, ainsi qu'une quinzaine de romans et biographies sur l'ensemble de sa carrière. Elle est récompensée par l'Académie française pour plusieurs de ses romans, en 1920, 1924, 1929, 1942 et 1947. Elle devient membre de l'Académie féminine des Lettres, une réunion d'écrivaines, et est amie avec des autrices reconnues, notamment Colette et Hélène Picard (dont elle est la voisine).

## Distinctions
- Prix Montyon, 1920, 500 F, pour Simon[3].
- Prix Montyon, 1924, 500 F, pour Madame Jean[3].
- Prix Sobrier-Arnould, 1929, 1 000 F, pour Les Plumes d'oie[3].
- Prix Minerva, 1929, pour Les Plumes d'oie[6].
- Prix Ferrières, 1942, 1 000 F, pour Misère et charité au Grand Siècle[3].
- Prix Marcelin Guérin, 1947, 1 000 F, pour Hélène Boucher[3].

## Œuvre

### Livres
- Les Sources claires : au pays du Couserans, Paris, Nouvelle librairie nationale, 1908.
- Le Pain de chez nous, Paris, Maison de la Bonne Presse, 1911.
- Petite rose rouge, Paris, P. Lethielleux, 1913.
- Le flacon scellé, Paris, Bloud et Gay, 1922.
- Madame Jean, Paris, Bloud et Gay, 1923.
- Le cas de Marie Lenéru, 1926.
- Les plumes d'oie, 1928.
- La Fée blanche, Paris, G. Crès et Cie, 1930.
- Poulet d'or, suivi de Lapin d'argent, 1930.
- Noémie la maladroite, Paris, J. de Gigord, 1934.
- La nièce de l'oncle Perlette, 1938.
- Misère et charité au Grand Siècle, Paris, Bloud et Gay, 1941.
- Pasteur, vainqueur des microbes, 1942.
- L'hirondelle de Notre-Dame, Paris, Bonne presse, 1945.
- Sainte Germaine, Paris, Maison de la Bonne Presse, 1946.
- Hélène Boucher, celle qui a vaincu la peur, Paris, Éditions des loisirs, 1946.
- Saint Jacques de Compostelle, Paris, Maison de la Bonne Presse, 1948.
- Jeanne de France, fille de Louis XI, 1949.
- La Rosalba, Paris, P. Horay, 1950.
- L'étrange aventure de Mireille Van Huyst, Paris, Maison de la Bonne Presse, 1953.
- Saint Claire d'Assise, Paris, Maison de la Bonne Presse, 1956.
- Cristal chinois, Paris, b, 1957.
- Candeur et jalousie, Paris, Éditions Baudelaire, 1961.
- Cœurs en émoi, Paris, Éditions Baudelaire, 1961.

### Nouvelles
- « Le Déjeûner du Choléra », La Brise : littérature, art, histoire,‎ janvier 1913 (lire en ligne).
- « La Naine », Revue française politique et littéraire,‎ 28 mars 1926 (lire en ligne).
- « Katherine Mansfield », Revue bleue politique et littéraire,‎ 1er septembre 1934 (lire en ligne).
- « Sylvie », Revue bleue politique et littéraire,‎ 7 novembre 1936 (lire en ligne).
- « Madame Shylock, 1, rue de la Perle », Revue bleue politique et littéraire,‎ 15 mai 1937 (lire en ligne).

### Articles
- « La géographie de La Femme de France. Les Pyrénées », La Femme de France,‎ 30 août 1931 (lire en ligne).
- « L'Académie Féminine des Lettres », La Femme de France,‎ 4 juin 1933 (lire en ligne).
- « Le club féminin George Sand », La Femme de France,‎ 18 juin 1933 (lire en ligne).
- « Louise Read et Barbey d'Aurevilly », La Femme de France,‎ 9 septembre 1934 (lire en ligne).
- « La survie de Barbey d'Aurevilly », Revue bleue politique et littéraire,‎ 1er février 1936 (lire en ligne).
- « Irène Joliot-Curie », La Femme de France,‎ 9 août 1936 (lire en ligne).
- « Petites fumées du grand Paris », L'Aube,‎ 16 mai 1937 (lire en ligne).
- « Vie poétique des enfants », Revue bleue politique et littéraire,‎ 1er décembre 1938 (lire en ligne).